# 뱀상어

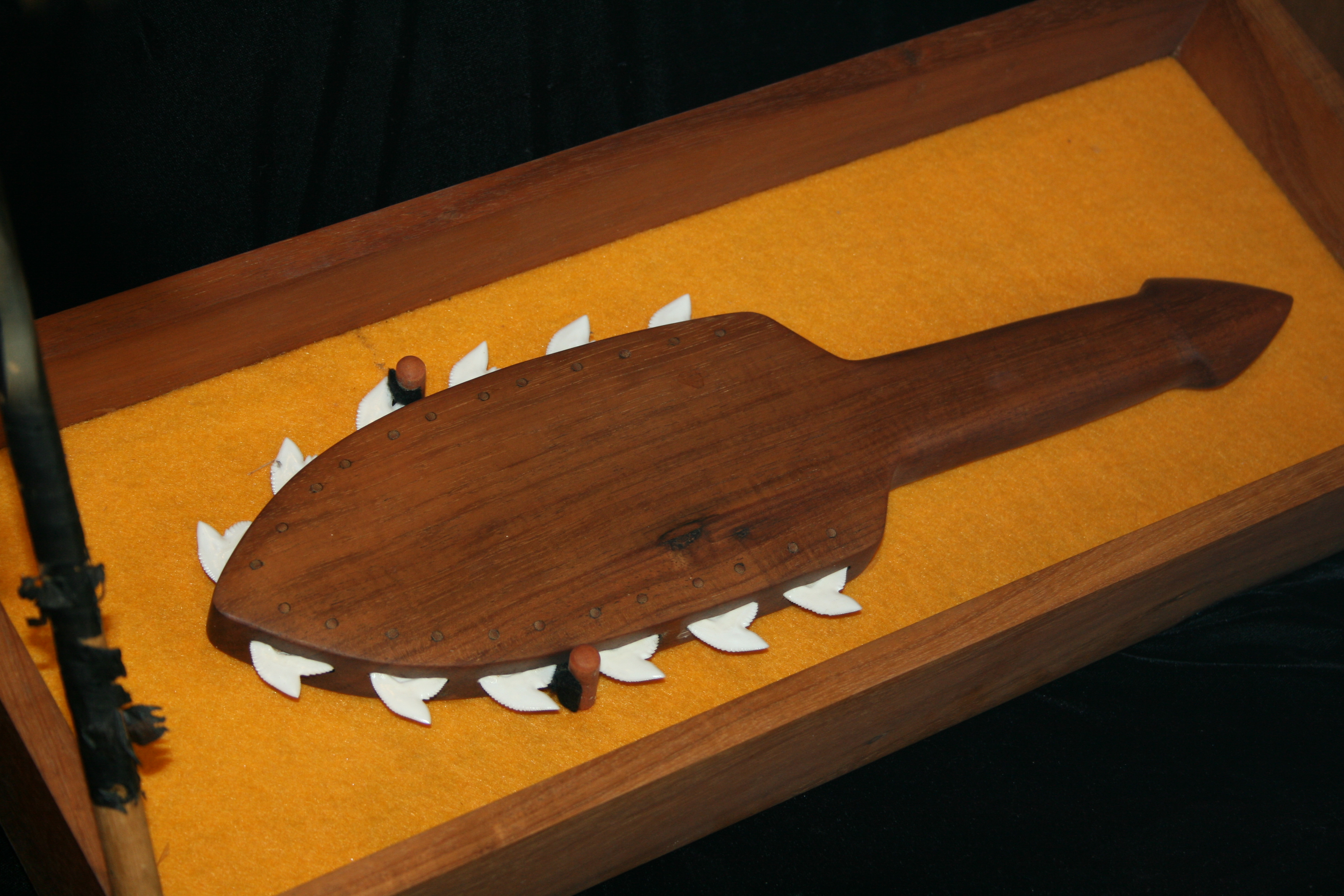
뱀상어 이빨로 만든 하와이 원주민의 공예품.

뱀상어(영어: tiger shark, 학명: Galeocerdo cuvier 갈레오케르도 쿠비에르[*])는 흉상어목에 속하는 대형 상어 중 하나이다. 성질이 난폭하여 사람을 공격하기도 하지만, 사람을 먹이로 여기지는 않아서 사람이라는 것이 확인되면 굳이 공격하지 않는다. 특이하게도 각기 먹이를 먹는 시즌이 있다. 소화되지 않는 이상한 것들을 먹는 것으로도 유명하며, 이 때문에 바다의 쓰레기통이라고 불리기도 한다. 최대 몸길이는 5~9m, 최대 몸무게는 800kg 정도. 이빨이 단단하고 모양이 특이해 바다거북의 단단한 등껍질도 부숴 먹을 수 있다.

## 그림

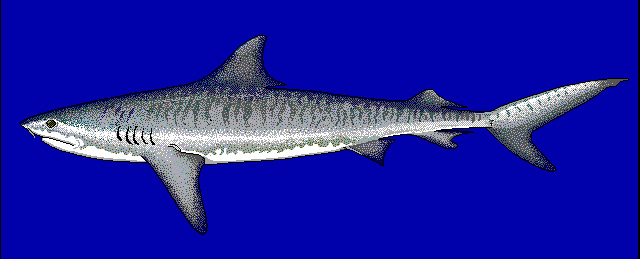
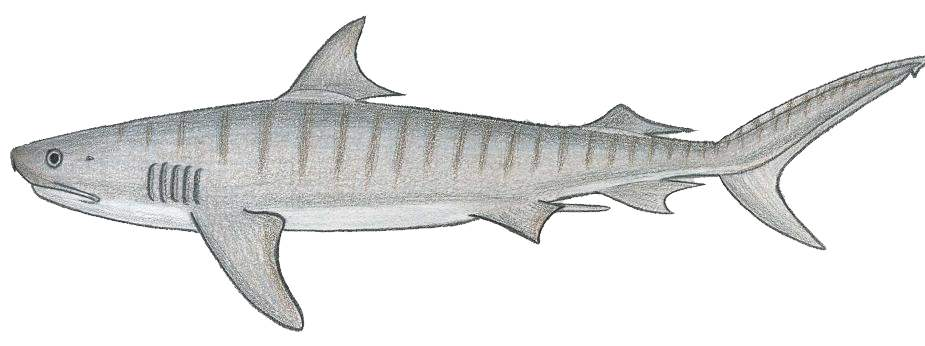

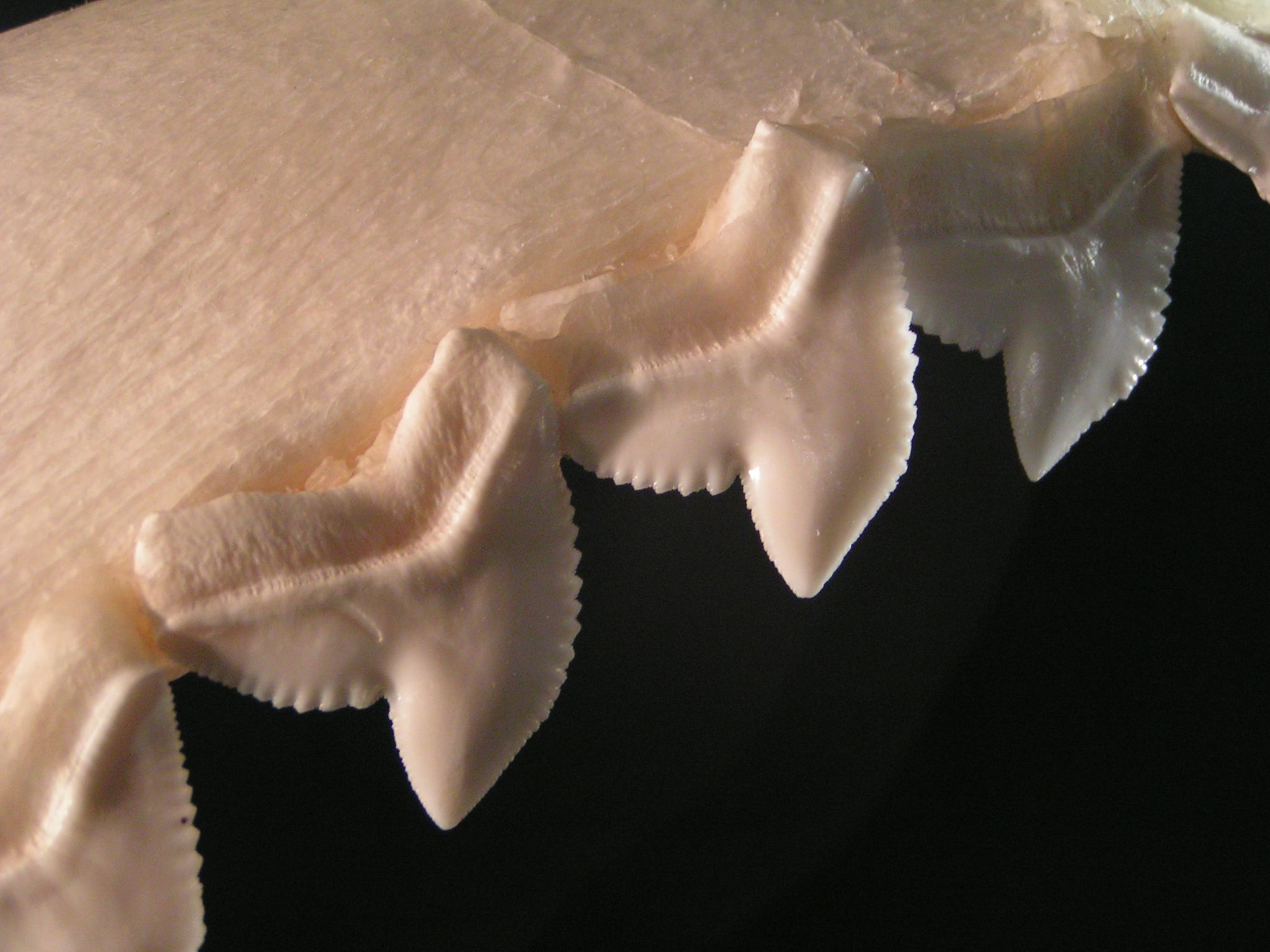
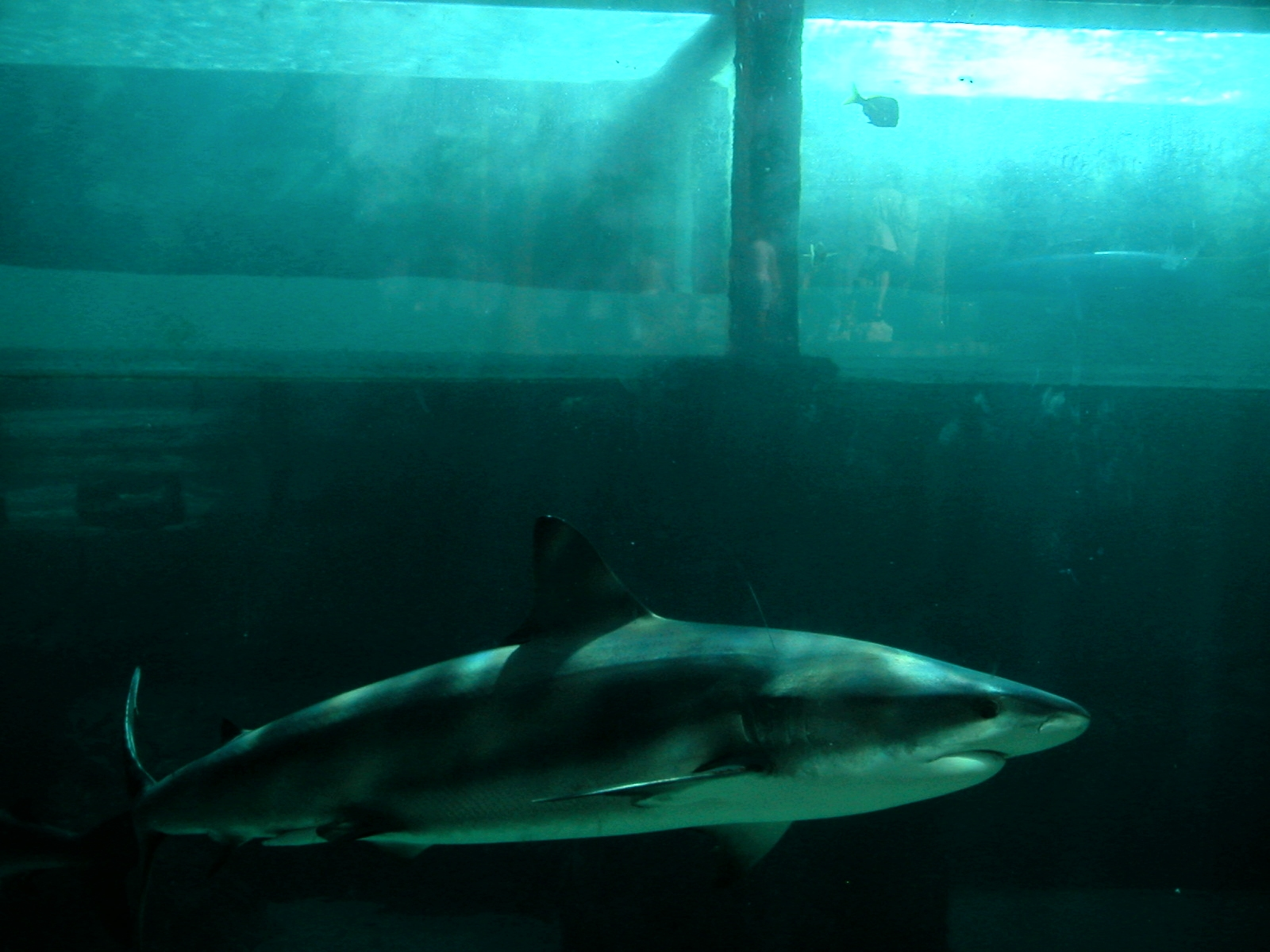
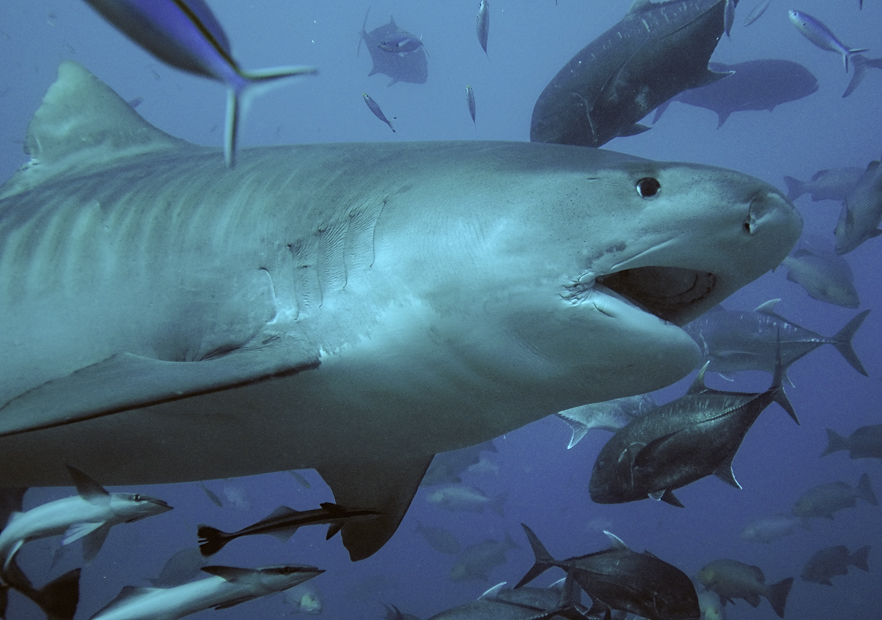

1. ↑  Ferreira, L.C.; Simpfendorfer, C. (2019). “Galeocerdo cuvier”. 《IUCN 적색 목록》 (IUCN) 2019: e.T39378A2913541. doi:10.2305/IUCN.UK.2019-1.RLTS.T39378A2913541.en. 2021년 11월 19일에 확인함.